# كارين كورتلاند
كارين كورتلاند (بالإنجليزية: Karen Courtland)‏ هي متزلجة فنية أمريكية، ولدت في 12 أكتوبر 1970 في أورانج ‏ في الولايات المتحدة.

## وصلات خارجية
- كارين كورتلاند على موقع أوليمبيديا (الإنجليزية)